# Bainville-sur-Madon

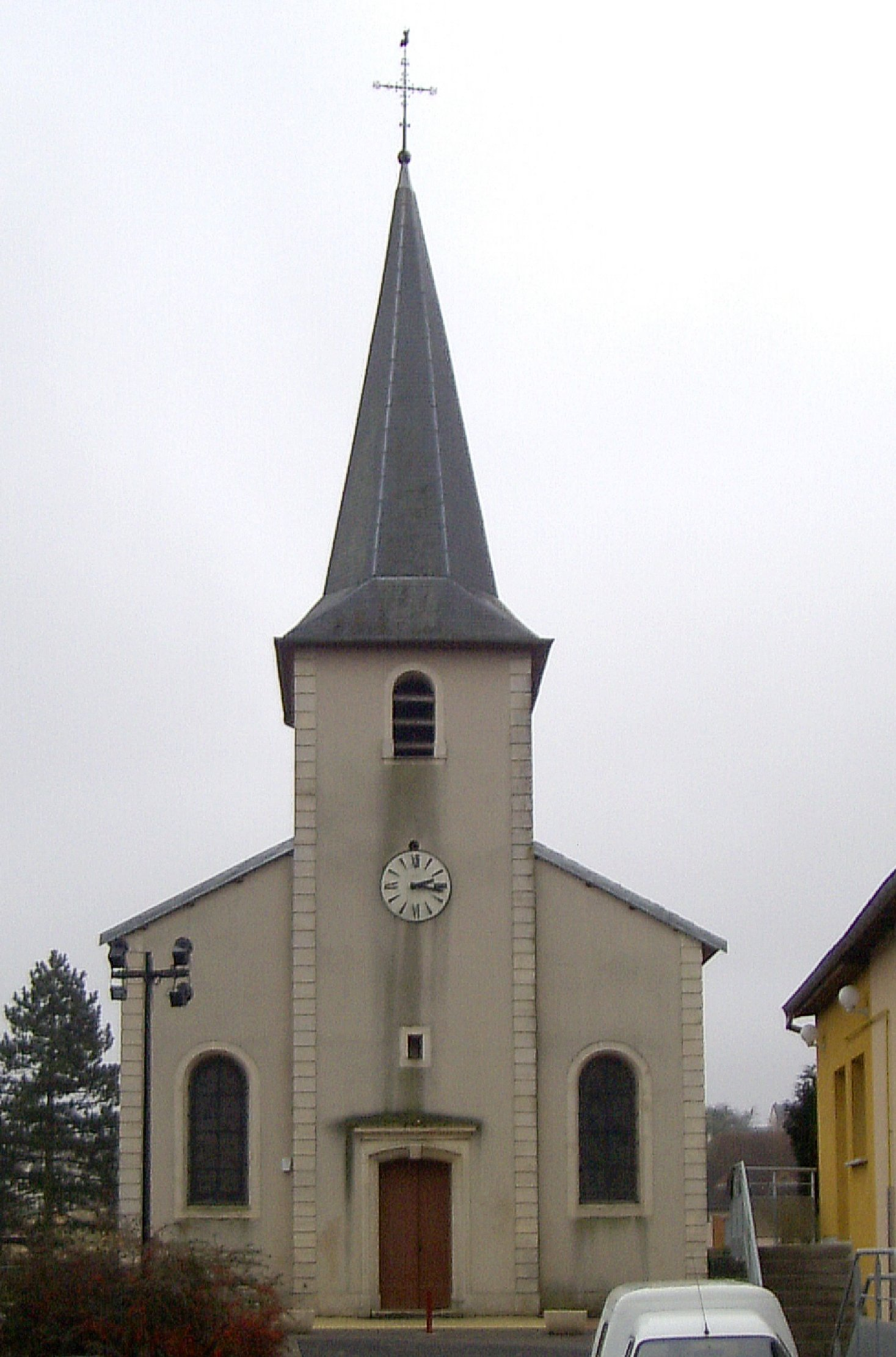
Kościół św. Marcina (2009)

Bainville-sur-Madon – miejscowość i gmina we Francji, w regionie Grand Est, w departamencie Meurthe i Mozela.
Według danych na rok 1990 gminę zamieszkiwało 1051 osób, a gęstość zaludnienia wynosiła 179 osób/km² (wśród 2335 gmin Lotaryngii Bainville-sur-Madon plasuje się na 355. miejscu pod względem liczby ludności, natomiast pod względem powierzchni na miejscu 932.).

## Populacja

Populacja Bainville-sur-Madon w latach 1962–2008